# Тканевая жидкость

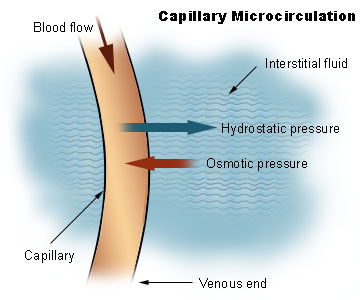
Тканевая жидкость — Interstitial fluid

Тка́невая жи́дкость — это часть внутренней среды организма, схожая по составу с плазмой, и служащая межклеточным веществом для организма.
Тканевая жидкость образуется из жидкой части крови — плазмы, проникающей через стенки кровеносных сосудов в межклеточное пространство. Между тканевой жидкостью и кровью происходит обмен веществ. Часть тканевой жидкости поступает в лимфатические сосуды, образуется лимфа, которая движется по лимфатическим сосудам. По ходу лимфатических сосудов находятся лимфатические узлы, которые играют роль фильтра. Из лимфатических сосудов лимфа изливается в вены, то есть возвращается в кровяное русло.
В теле человека содержится около 20 литров тканевой жидкости, которая обеспечивает клетки питательными веществами и выводит их отходы.

## Образование и удаление
Плазма и тканевая жидкость имеют похожий химический состав. Плазма является главным компонентом крови и связана с тканевой жидкостью порами и эндотелием капилляров.

### Образование тканевой жидкости
Гидростатическое давление возникает из-за сокращения сердца, которое выталкивает воду из капилляров.
Водный потенциал возникает из-за небольшого количества растворов, проходящих через капилляры. Это накопление жидкости порождает осмос. Вода проходит от своей высокой концентрации вне сосудов к низкой концентрации внутри них, пытаясь достичь равновесия. Осмотическое давление перемещает воду обратно в сосуды. Так как кровь в капиллярах постоянно течёт, равновесие никогда не достигается.
Баланс между двумя силами различен в разных участках капилляров. В артериальном конце гидростатическое давление больше, чем осмотическое, поэтому вода и другие растворы проходят в тканевую жидкость. В венозном конце осмотическое давление больше, поэтому вещества попадают в капилляры. Эта разница объясняется направлением кровотока и отсутствием равновесия в растворах.

### Удаление лишней тканевой жидкости
Тканевая жидкость не скапливается вокруг клеток тканей, так как лимфатическая система перемещает тканевую жидкость. Тканевая жидкость проходит через лимфатические сосуды и возвращается в кровь.
Иногда тканевая жидкость не возвращается в кровь, а скапливается и поэтому возникают отёки (зачастую около стопы и лодыжки).

## Химический состав
Тканевая жидкость состоит из воды, аминокислот, сахаров, жирных кислот, коферментов, гормонов, нейромедиаторов, солей, а также отходов жизнедеятельности клеток.
Химический состав тканевой жидкости зависит от обмена веществ между клетками тканей и кровью. Это значит, что тканевая жидкость имеет различный состав в различных тканях.
Не все составляющие крови переходят в ткань. Эритроциты, тромбоциты и белки плазмы не могут пройти через стенки капилляров. Получившаяся смесь проходит через них, в основном, является плазмой крови без белков. Тканевая жидкость также содержит несколько типов лейкоцитов, которые выполняют защитную функцию.
Тканевая жидкость считается внеклеточной жидкостью до тех пор, пока она не войдёт в лимфатические сосуды, где затем становится лимфой. Лимфатическая система возвращает белки и лишняя тканевая жидкость возвращается в кровоток.
Содержание ионов в тканевой жидкости и плазме крови различны в межклеточной жидкости и плазме крови из-за эффекта Гиббса-Доннана. Это вызывает небольшую разницу в концентрации катионов и анионов между ними.

## Функция
Тканевая жидкость омывает клетки тканей. Это позволяет доставлять вещества к клеткам и удалять отходы жизнедеятельности.